# Терехов, Виктор Иванович
Виктор Иванович Терехов (3 января 1935; Ясиноватая, Донецкая область, РСФСР, СССР — 26 ноября 2021; неизвестно) — советский и российский актёр театра и кино.

## Биография
Родился по паспорту 3 января 1935 года (по информации интернета 30 декабря 1934 года) в Ясиноватая Донецкой области. Воспитывался матерью, которая работала санитаркой больницы. Отец скончался до рождения Виктора Терехова. Ребёнок рос любознательным, проявлял интерес во многом, в том числе в сфере различного творчества.
Учился в школе-семилетке, являлся участником художественной самодеятельности, так как имея навыки в пении и танцах. Когда учёба в школе подошла к завершению, Терехов решил получить образование в Донецком металлургическом техникуме и через четыре года получил корочку специалиста по водоснабжению и очистке промстоков. По специальности не работал так как давно интересовался актёрским мастерством. Хотел поступить во ВГИК, и уехал в 1953 году в Москву. Там прошёл отбор, после чего сразу же был принят на актёрский факультет. Обучался у Сергея Апполинариевича Герасимова и Тамары Фёдоровны Макаровой. В 1958 году попал в штат Студии киноактёра при киностудии Ленфильм.
Накануне 9 мая 2015 года на киностудии Ленфильм открылась выставка «„Ленфильм“. Фильмы победы», где актёр Виктор Терехов представил свою песню о войне, написанную ещё в 1975 году и исполненную актёром Игорем Ефимовым. Накануне 70-летия Победы запись была отреставрирована и аранжирована в тон-студии «Ленфильма» звукорежиссёром Игорем Тереховым и композитором Алексеем Яковелем.
26 августа 2016 года на Ленфильме открылась выставка скульптурных работ Эрнеста Викторовича Ясана «Сделано руками». Художественная экспозиция приурочена была к 80-летию кинорежиссёра, которая прошла до конца сентября. Поздравить Эрнеста собрались многочисленные коллеги и друзья, в том числе актёр Виктор Терехов.
Ушёл из жизни 26 ноября 2021 года.

## Фильмография

### Избранная фильмография
- 1956 — Они были первыми — Кузьма Савотеев
- 1956 — Человек родился — Костиков
- 1958 — Юность наших отцов — партизан Бакланов
- 1959 — Не имей 100рублей… — водитель молоковоза, брат Нюры
- 1959 — Неподдающиеся — Петя
- 1959 — Ссора в Лукашах — Васин
- 1960 — Гущак из Рио-де-Жанейро (короткометражный) — Антон
- 1960 — Свет в окне — Дмитрий
- 1961 — Самые первые — Миша, кандидат в космонавты
- 1962 — Завтрашние заботы — боцман
- 1964 — Пока фронт в обороне — военный на передовой во время сражения
- 1965 — Сколько лет, сколько зим! — солдат
- 1967 — В огне брода нет — возничий
- 1967 — Браслет-2 — извозчик
- 1970 — Крушение империи — рабочий
- 1973 — Великие голодранцы — председатель кресткома
- 1973 — Горя бояться-счастья не видать — гость
- 1973 — Цемент — конвоир
- 1974 — Пламя — адъютант Гезеева
- 1974 — Рождённая революцией; первая серия — пилиционер
- 1975 — Время — не — ждёт — золотоискатель на Аляске
- 1975 — Звезда пленительного счастья — Василий Васильевич Левашов
- 1978 — Клад чёрных гор — инженер-геолог
- 1978 — Не подвластные метры — сотрудник милиции
- 1980 — Сицилианская защита — таможенник
- 1980 — Ты должен жить — телефонист
- 1981 — Вот такая музыка — отец невесты
- 1981 — Встреча у высоких снегов — пристав Салтыков
- 1982 — Людмила — красноармеец
- 1982 — Шурочка — прапорщик
- 1983 — Бастион — красноармеец Бондарь
- 1983 — Обрыв — Прохор
- 1984 — Восемь дней надежды — шахтёр бригады Обухова
- 1984 — Три процента риска — сотрудник Хлебникова
- 1985 — Говорит Москва — работник исполкома
- 1985 — О возвращении забыть — начальник штаба
- 1986 — Нас водила молодость… — Александр Филиппович Дьяченко
- 1987 — Везучий человек — строитель
- 1987 — Долина мести — Хромова
- 1989 — Клятвы нашего детства — Егор, начальник почты
- 1990 — Унижённые и оскорблённые — дворник
- 1991 — Откровение Иоанна Первопечатника — Пафнутий
- 1991 — Пьющие кровь — кучер
- 1992 — Невеста из Парижа — митингующий
- 1994 — Колечко золотое, букет из алых роз — священник
- 1994 — Мадемуазель О. — художник
- 1995 — Под знаком скорпиона — директор театра
- 1996 — Ермак — Солевар
- 2002 — Спецотдел — Шевелёв
- 2002 — Улицы разбитых фонарей-4 — Цветков, директор завода (6 и 7 серия); старик (19 серия)
- 2005 — Эшелон — пастух
- 2005 — Королевство кривых… — дед (первая серия)
- 2005 — Топорище — дед Коля
- 2006 — Бандитский Петербург — 8 — Иван Саввич Кропивин
- 2006 — Жизнь и смерть Лёньки Пантелеева — отец Феоктист
- 2006 — Секретная служба Его Величества — старик Семён (4 фильм)
- 2006 — Столыпин… Невыученные уроки — общинный староста (7-я серия)
- 2007 — Жёлтый дракон — Кондрат
- 2007 — Мушкетёры Екатерины — крестьянин
- 2007 — Опера-3. Хроники убойного отдела — Иван Лукич (15 фильм)
- 2007 — Яр — старик
- 2008 — Чёрный снег-2 — Евсей
- 2009 — Русский дубль — продавец мёда (10-я серия)
- 2010 — За пределами закона — второй бомж
- 2011 — Дорожный патруль — 10 — Виктор Иванович Буров (5 серия)
- 2011 — Распутин — митрополит на крещении царевича
- 2013 — Гость — дед
- 2013 — Задания особой важности. Операция «Тайфун» — старик на пересылке
- 2015 — Семейный альбом — вахтёр в музее
- 2015 — Чудны дела твои, Господи! — старик с картины
- 2016 — Колодец забатых желаний — гардеробщик Иван Иванович
- 2016 — Мажор-2 — бомж
- 2017 — Комиссарша — старик с телегой

### Озвучивания
- 1958 — Пионерская честь — майор Ли (Северная Корея)
- 1959 — Великий поход — Сяо Чжоу (Китай)
- 1968 — Рабыня — Чары, роль Ходжадурды Нарлиева (СССР)
- 1983 — Героическая пастораль (Польша)

## Оценочные мнения
Киновед Алексей Тремасов поведал о том, что когда актёр отрастил длинные волосы и бороду, то Терехов приобрёл интересный типаж, ставший находкой для режиссёров.